# Metaphycus confusus
Metaphycus confusus är en stekelart som beskrevs av Compere 1940. Metaphycus confusus ingår i släktet Metaphycus och familjen sköldlussteklar. Inga underarter finns listade i Catalogue of Life.